# Preslia
Preslia. The Journal of the Czech Botanical Society (couramment abrégé en Preslia) est une revue scientifique, publiant des articles et des descriptions illustrées dans le domaine de la botanique. Sa parution débute en 1914 à Prague, sous le titre Preslia : věstník (časopis) Československé botanické společnosti, sous-titrée en français Bulletin de la Société botanique tchécoslovaque à Prague.
Le titre Preslia a été choisi pour rendre hommage aux frères Jan et Karel Bořivoj Presl, botanistes tchèques du XIXe siècle.